# خاتم زواج

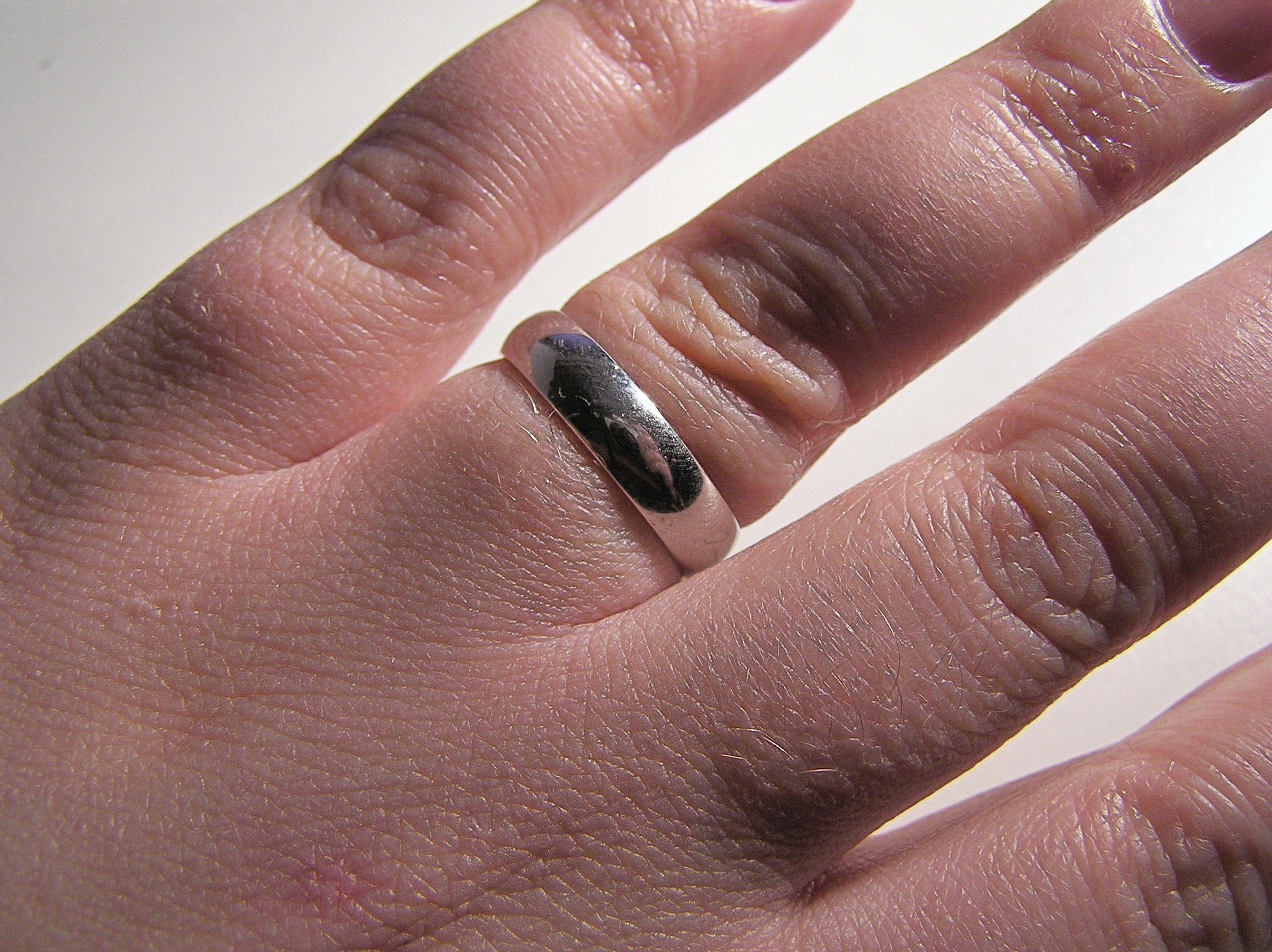
خاتم زواج من الذهب الأبيض.

يدل خاتم الزفاف أن الشخص الذي يرتديه متزوج، وتختلف طريقة ارتدائه من اليد اليسرى إلى اليمنى تبعاً للخلفية الثقافية للعروسين. وبالرغم من أن عادة ارتداء الخاتم أوروبية المنشأ إلا أنها انتشرت على نطاق واسع حول العالم. في بداية ظهوره كان حصراً على الزوجات فقط، ولكن خلال القرن العشرين أصبح يرتديه كلا الزوجان.

## عادات ما قبل الزواج
يعتبر خاتم الزفاف في بعض العادات آخر هدية من مجموعة الهدايا المقدمة للعروس، وقد تتضمن هذه المجموعة خاتم الخطوبة أيضاً والذي عادةً مايتم تقديمه كهدية خطوبة. ووكان يُستخدم هذا التقليد في روما القديمة وربما أقدم من ذلك.  ولا تعتبر عادة تبادل الخواتم في بين الزوجين من مراسم الزفاف في الدين المسيحي وخصوصاً في الأرثوذكسية الشرقية والكاثوليك الشرقي ولكنها تعتبر جزءاً من تقاليد الخطوبة. وعادةً ما يقوم القس أو الأشبين بتقديم مجموعة مكونة من خاتمين للعروس. ومؤخراً تم إيقاف مراسم مباركة الخطوبة قبل الزفاف في الكنيسة المسيحية في اليونان حيث أن العديد لا يلتزم بها إضافةً إلى أنها ستكون الجزء الأول من مراسم الزفاف علي أي حال. عند العديد من الأسر، أصبحت مراسم الخطوبة حالياً تتم في حفل عشاء عائلي عادةً ما يقوم به والدا الخطيبين. ومن الممكن الآن القيام بحفل الخطوبة قبل حفل الزفاف (أو حفل «التتويج» كما أصبح يطلق عليه) مباشرةً.

## أثناء مراسم الزفاف
في مختلف التقاليد ومعظمها، يقوم وصيّ العريسين أو كما يطلق عليه خادم الشرف بمهمة الحفاظ على خاتمي الزواج وتقديمهما في لحظة إلباس الخواتم خلال مراسيم الزواج. وفي الزيجات المدروسة جيدًا والمُعدّ لها بتخطيطٍ أكبر، حامل الخواتم (يكون غَالبًا أحد أفراد عائلة العروس أو العريس) قد يُساعد في عرض وإحضار الخواتم إلى الموكب الاحتفالي للزواج وغالبًا ما يكون ذلك على وسادة صغيرة مخصصة لذلك.
قديماً خاتم الزواج لم يكن علامةً لإعلان الحب فقط، بل كان يرتبط بإغداق وإعطاء العرابين. حسبَ الصلاة المذكورة في كتاب إدوارد السادس والتي تذكر بعد هذه الجملة «بهذا الخاتم تزوجتكِ»، تأتي بعدها جملة «وهذا الذهب والفضة أعطيكِ»، حيث هنا وبعد هذه العهود يشرع العريس في تقديم حقيبة من الجلد الفاخر مليئة بالعملات المعدنية من الذهب والفضة.
تَاريخيًا، كان تبادل خواتم الزواج مرتبطًا بتبادل شيء ثمين وغالٍ ولم يكن رمزاً يُعبر عن رمز أبدية الحب والإخلاص.حيث أن من عادات  العصر القديم أن يكون الزواج عقدًا بين عائلتين وليس بين عاشقين فقط، فكلا العائلتين لديهم الرغبة في الاطمئنان على المستوى الاقتصادي والمعيشي للعريسين.أحيانًا قد يمتد الموضوع لتبادلٌ شَرطي كما في النسخة الألمانية (وقد عفى عليها الزمن في يومنا هذا ولم تعد تطبق) وَ تَعْرِضْ: " أعطيكِ هذا الخاتم كرمز لزواجنا والذي كان وعدٌ بيننا، شريطة أن يعطيكِ والدكِ حصة زواجٍ قدرُها ألفُ 1000 طالر (وهو نقدٌ ألمانيٌ فضي كان يسُتخدمُ قديمًا).
موكب الخاتم المزدوج أو كما يُعرف باستبدال كلا العريسين لخواتيم الزواج وهو ابتكارٌ جديد لم يكن يُعرف من قبل، حيث كان إلباس الخاتم مقتصرًا على العروسة فقط.
صناعة المجوهرات الأمريكية قامت بحملة تدعم وتساهم في نشر هذه الفكرة في أواخر القرن التاسع عشر الميلادي. في عام 1920 الحملات الإعلانية أوجدت خاتم خطوبة رجالي، ولكنها فشلت بسبب الحاجة الإعلانية السرية في ذلك الوقت لجذب النساء بشكل أكبر. الدروس التسويقية من العام المذكور آنفا والتغير الاقتصادي وتأثير الحرب العالمية الثانية كل ذلك أدى إلى نجاح ضخم في النتاج التسويقي والإعلاني للرجال والنساء وفي نهاية  عام 1940، حفلات الزواج المعروفة بـ (الخاتم المزدوج) حققت نسبة 80% في مقابل 15 % قبل الكساد الاقتصادي العظيم.

### عادات ما بعد الزواج
وبذلك، يتم لبس الخاتم في نفس اليد التي تم وضعه فيها خلال مراسم الزواج يُصرّح الزوجان بحبهما الأبدي لبعضهما بشكل رمزي وذلك بلبس الخاتم في الإصبع الرابع، ويعد هذا الأمر في وقتنا الحاضر نوع من التقاليد والإتيكيت، كما تتبادل بعض الثقافات نوعا آخرا من الخواتم على الرغم من أن هذه الثقافة خاصة بالنساء إلا انّه يمكن للزوجان في بعض المناطق الهندية والهندوسية أن يتبادلوا الخواتم في إصبع القدم  أو ما يُسمى البيشيا الذي يتم لبسه بدلا من خاتم اليد، وفي الغالب يُلبس مع خاتم اصبع الرجل.
كما نلاحظ في الأجزاء الشرقية من الهند وبالتحديد في البنغال الغربية تلبس النساء الإسوارة حديدية أو ما يُسمى اللوها، التي غالبا ما تدهن بطلاء ذهبي أو فضي وذلك لتحسين مظهرها. وفي رومانيا يحتفل الأزواج بالذكرى السنوية (وتكون بعد 25 سنة من استمرار الزواج) بتبادل خواتم الزواج الفضية التي يتم لبسها في الإصبع الرابع من اليد اليسرى؛ أي في نفس المكان مع خاتم الزواج الأصلي (الذي عادة ما يكون من الذهب).

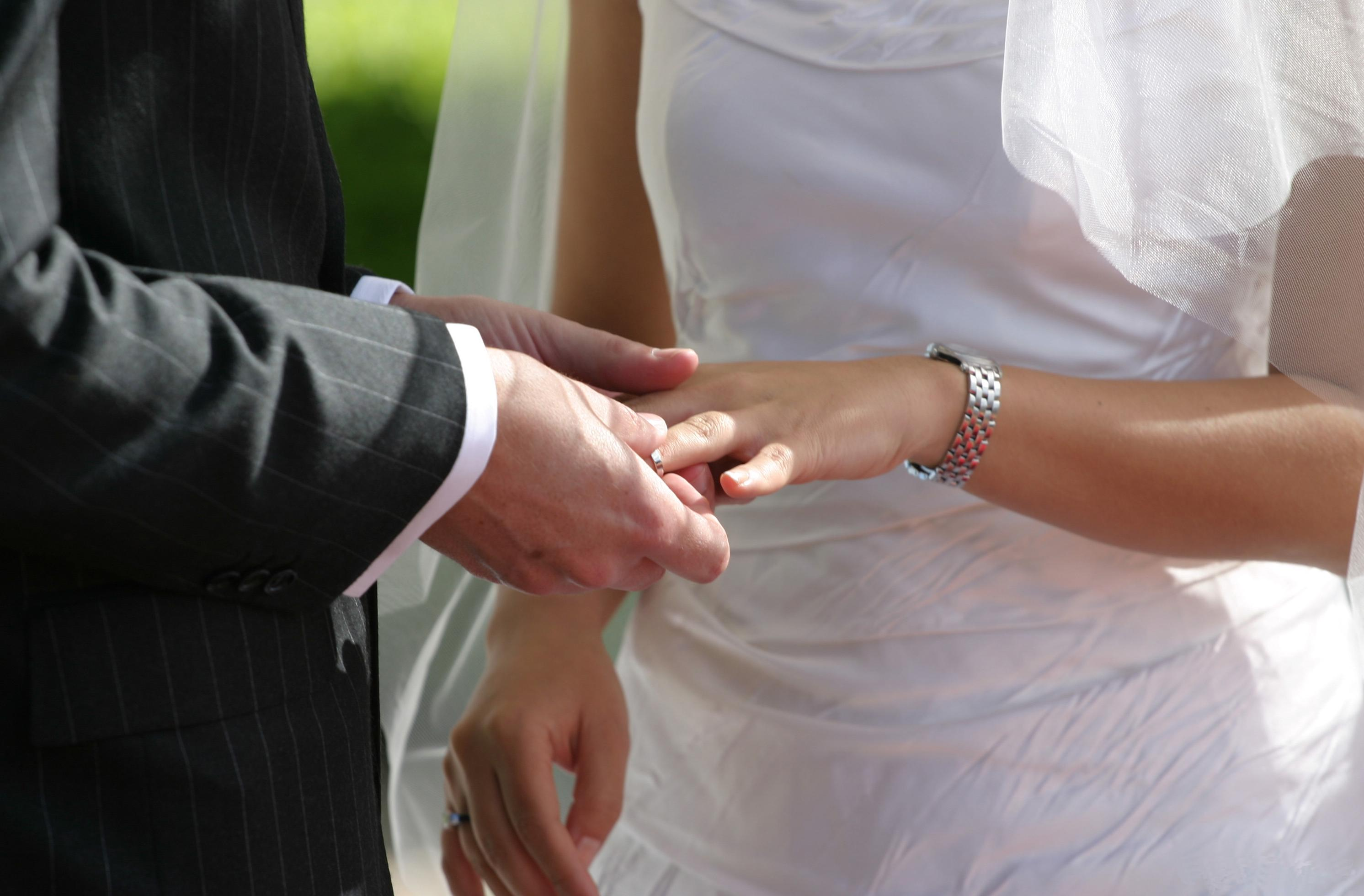

## في الأديان
احتفالات الزفاف المزودة بالخواتم
- الكنيسة الأنجليكانية (كتاب الصلاة العامة 1662): «بهذا الخاتم اليك زُوِجت، وبكل جسدي اليك تعبدت وبجلت، وبكل فوائدي الدنيوية اليك مُنحت، باسم الاب والابن والروح المقدسة، آمين».[4]
- اليهود: «أنت كُرستِ لي بهذا الخاتم وفقاً لشريعة موسى وإسرائيل» ويقال باللغة العبرية من قبل العريس في الأعراس اليهودية الأرثوذكسية، وفي أعراس الإصلاح اليهودي يقوله كلاً من العريس والعروس.
- كاثوليك الروم: «خذ هذا الخاتم كدليل على حبي واخلاصي، باسم الاب والابن والروح المقدسة، آمين»
- الأرثوذكس الشرقيين: «إن عبد الله هذا (العريس) خاطب لعبدةِ الله هذه (العروسة)، باسم الأب والابن والروح المقدسة، آمين».

هذا ويعتبر من الطقوس الدينية للخطوبة لدى الأرثوذكس الشرقيين وجزء من أسرار الزواج المقدس (التتويج)، ويقال ثلاث مرات في حين أن الكاهن واضع الصليب وخاتم العروس فوق رأس العريس، ثم يضع الكاهن خاتم العروس في يد العريس. ونفس الكلمات تقولها العروس ثلاث مرات، وبعد ذلك يَعكس الكاهن أو يُبدل كلاً من اسمي العريس والعروس ويقوم بوضع خاتم العريس في يد العروس، ثم يتم تبادل الخواتم لثلاث مرات إلى أن يحصل كل واحد منهم على خاتمه (إما عن طريق الكاهن أو أفضل رجل)، ويتم وضع الخاتم في اليد اليمنى بدلاً من اليسرى.